# Geologie in Stolberg (Rhld.)

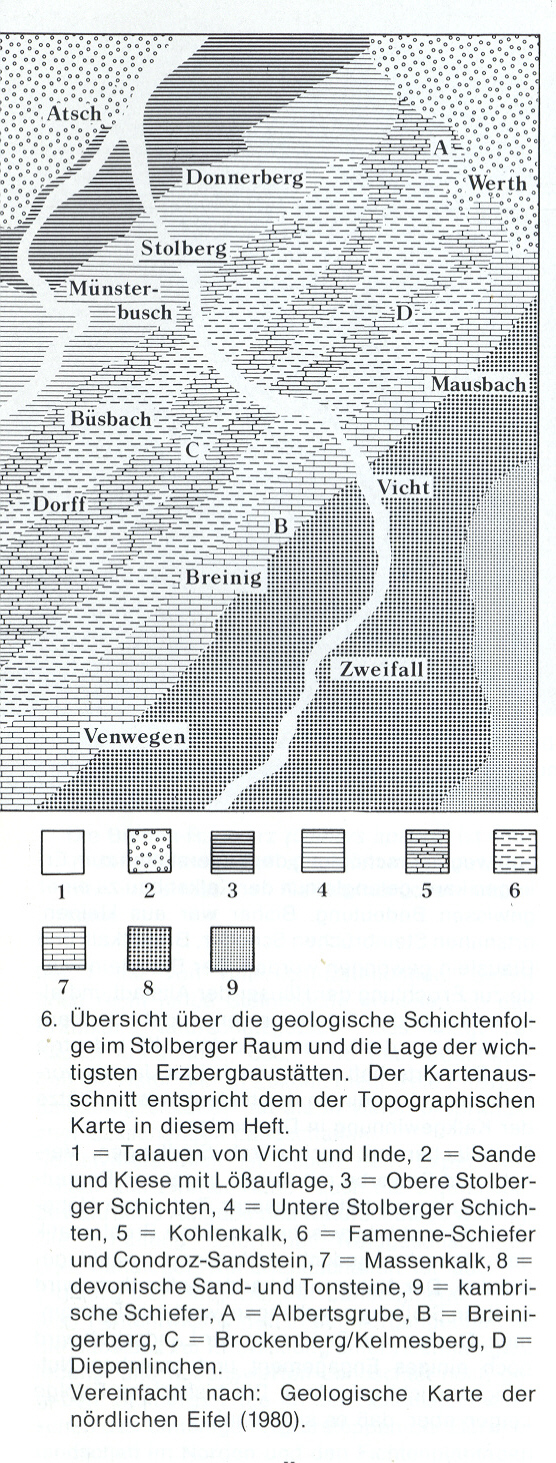
Geologie des Stadtgebiets

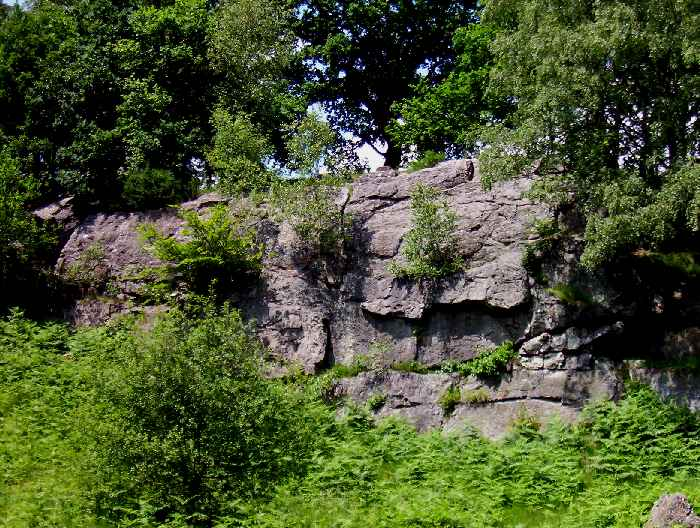
Gedauer Konglomerat

Die Geologie auf dem Stadtgebiet von Stolberg (Rhld.) in der Städteregion Aachen bietet von Südosten nach Nordwesten einen Aufriss durch Teile der Erdgeschichte, der am besten im Tal des Vichtbachs zu beobachten ist.

## Geologische Lage
Die Stadt liegt am Rande des Rheinischen Schiefergebirges in der Niederrheinischen bzw. Kölner Bucht, einem von drei Haupterdbebengebieten in Deutschland.
Die Sedimente, welche in horizontaler Schichtenfolge während mehrfacher Meereseinbrüche abgelagert wurden, hob die Auffaltung der Eifel zum Gebirge empor. Die Geologie der nördlich angrenzenden Niederrheinischen Bucht unterscheidet sich deutlich von dem Untergrund im Stolberger Raum, denn weiter nördlich treten Lockersedimente auf, die dort durch Senkungsbewegungen in den letzten 30 Mio. Jahren entstanden.
Der geologische Formenschatz bildet die Voraussetzung für die Vielfalt der Stolberger Natur mit teils endemischen Arten, wie den Galmeifluren und Kalkmagerrasen – und hat die Wirtschaft der Stadt bis heute mitgeprägt.

## Mineralvorkommen
Neben Eisenerz und Blei finden sich in den Kohlenkalkschichten verschiedene Erzmineralien, darunter Zinkverbindungen wie Zinkblende, Schalenblende, Goslarit, Hydrozinkit und Smithsonit (bei Breinigerberg, Diepenlinchen und Eschweiler-Hastenrath), Bleiverbindungen wie Bleiglanz, Cerussit und Pyromorphit, die Blei-Eisen-Verbindung Jamesonit, Eisenverbindungen wie Markasit, Pyrit, Limonit und Manganosiderit sowie Kupferverbindungen wie Kupferkies und Malachit. Keine Erzmineralien sind die Calciumminerale Calcit und Dolomit sowie als winzige Rauchquarze und Morione die Siliziumverbindung Quarz.

## Gesteinsschichten

### Kambrium
Die ältesten Gesteine im Südwesten stammen aus dem Kambrium vor ca. 500 Mio. Jahren und sind größtenteils von Wald bedeckt. Nur Schevenhütte liegt in diesem Gebiet. Aus den feinen Tonschlämmen entstand der dunkle Tonschiefer des heutigen Vennrückens.

### Ordovizium
Vom Ordovizium ist nur die unterste Stufe erhalten, das Tremadocium. Es handelt sich um feinstreifige Silt- und Sandsteine, in der Gegend südlich Schevenhütte auch um reine Tonschiefer, die dort das Leitfossil Dictyonema flabelliforme enthalten. Im Verlauf des höheren Ordoviziums kam es in der Nordeifel und den Ardennen zur kaledonischen Faltung, so dass ein Teil der zuvor abgelagerten Schichten wieder erodiert wurde. Zum überlagernden Devon besteht eine Winkeldiskordanz.

### Devon

#### Unteres Devon
Das untere Devon setzt mit einem bis zu 30 m mächtigen Konglomerat ein, dessen Komponenten aus den im Kambrium abgelagerten Quarziten besteht. Darüber folgt eine graue Arkose die in rote und grünlichgraue Schluffsteine übergeht. Im oberen Teil der Folge sind Karbonatknollen typisch, die an freiliegenden Felsaufschlüssen meist herausgewittert sind und als Lochreihen auffallen. Diese roten Schiefer mit Karbonatknollen haben auch die wichtigsten Fossilien geliefert, Panzerfische der Gattung Pteraspis, die eine Einstufung in die Gedinne-Stufe (lokaler Stufenname des Lochkoviums) erlaubten. Das darüber folgen Pragium trägt in der Nordeifel die Bezeichnung „Siegenium“. Es handelt sich um 400 bis 450 Meter schluffige Sandsteine mit gelegentlich marinen Fossilien. Den Abschluss des Unterdevons bilden etwa 300 m mächtige, violettrote Ton- und Schluffsteine des Emsiums.

#### Mittleres Devon

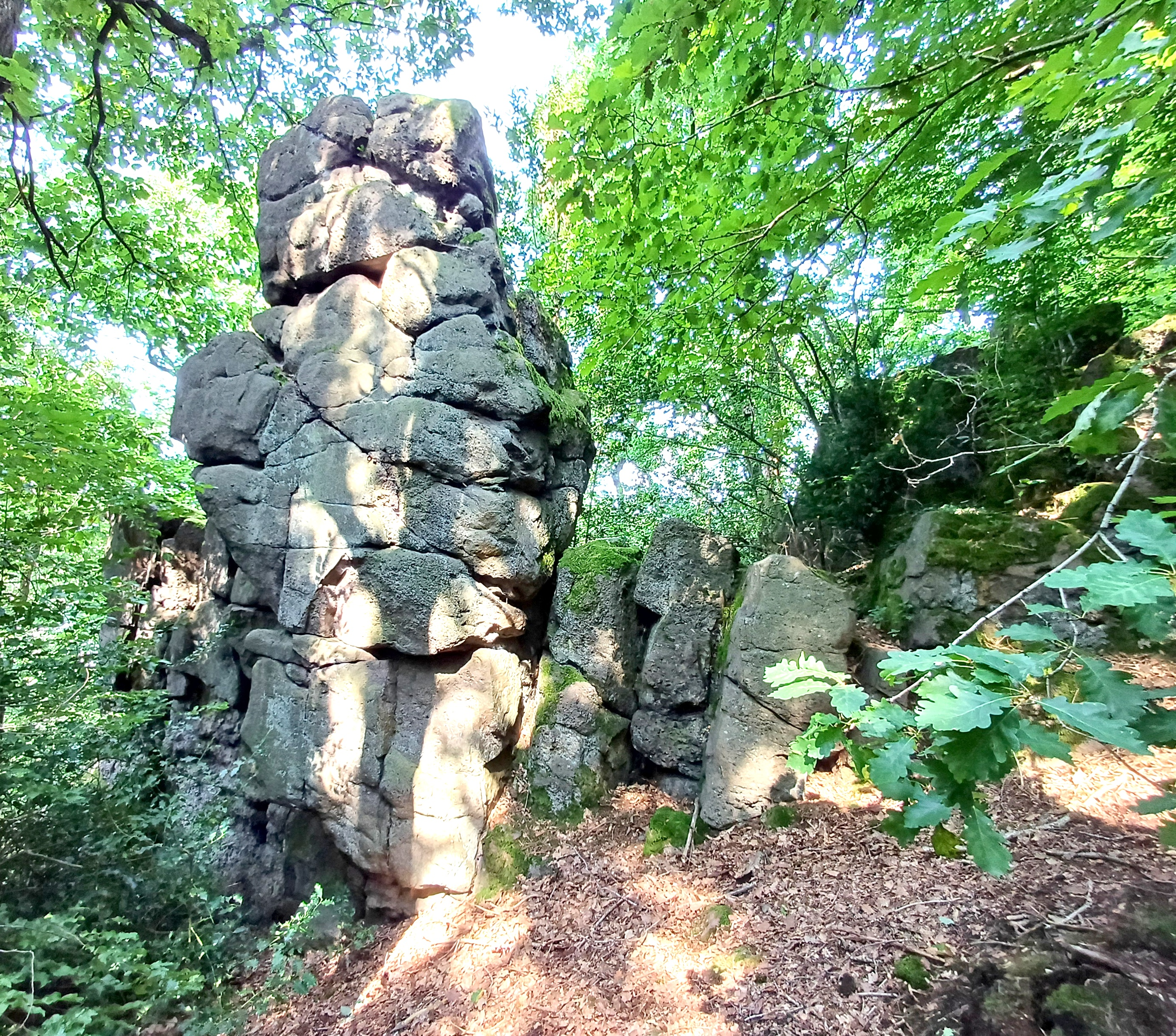
Kluckensteine

Das Vichter Konglomerat stammt aus dem mittleren Devon und besteht aus eier- bis faustgroßen Quarz- und Quarzitelementen sowie Sandbänken. Seine Mächtigkeit schwankt von einigen bis zu 21 Metern, nach anderen Quellen sogar 50 Metern. Es bildet das Naturdenkmal Kluckensteine und ist ein schlecht sortiertes Fanglomerat, das eine markante Klippe bildet und aufgrund von Pflanzenfunden der unteren Eifelstufe zuzuordnen ist. Die gesamte Kiesbank erstreckt sich mit einer Mächtigkeit von 10 bis 80 Metern bis nach Eupen. Mit Ausnahme der Siedlungen Zweifall, Vicht und Gressenich sind auch die Tone und Sande des Devons weitgehend von Eifelwald bedeckt.

#### Oberes Devon
Die Waldgrenze fällt im Süden mit der Grenze zur nächsten geologischen Schicht zusammen. Es sind dies die Ablagerungen aus Massenkalk und Dolomit von der Wende vom Mittel- zum Oberdevon vor 380 Mio. Jahren, die sich in einem schmalen Streifen von Venwegen über Breinig, Breinigerberg und Mausbach weiter nach Nordosten auf Werth zu erstrecken und Reste eines Korallenriffs sind, das in einem durch Inseln und Lagunen gegliederten Flachmeer von gesteinsbildenden Organismen gebildet wurde. Diese dickschaligen Brachiopoden, Korallen, ästigen und knolligen Stromatoporen und Kalkalgen sind in einigen Bänken als Fossilien erhalten. Ein Gebiet, das sich durch hohen Fossilienreichtum auszeichnet, stellt das Schomet in Breinig dar.
Aufgrund der Faltung wechselt die 500 m mächtige Ablagerung aus dem Devon dreimal auf der Linie von Dorff, Breinig, Breinigerbergb, Büsbach, Mausbach bis Werth mit den mächtigen Kalksteinbänken des Unterkarbons.

### Karbon

#### Unteres Karbon

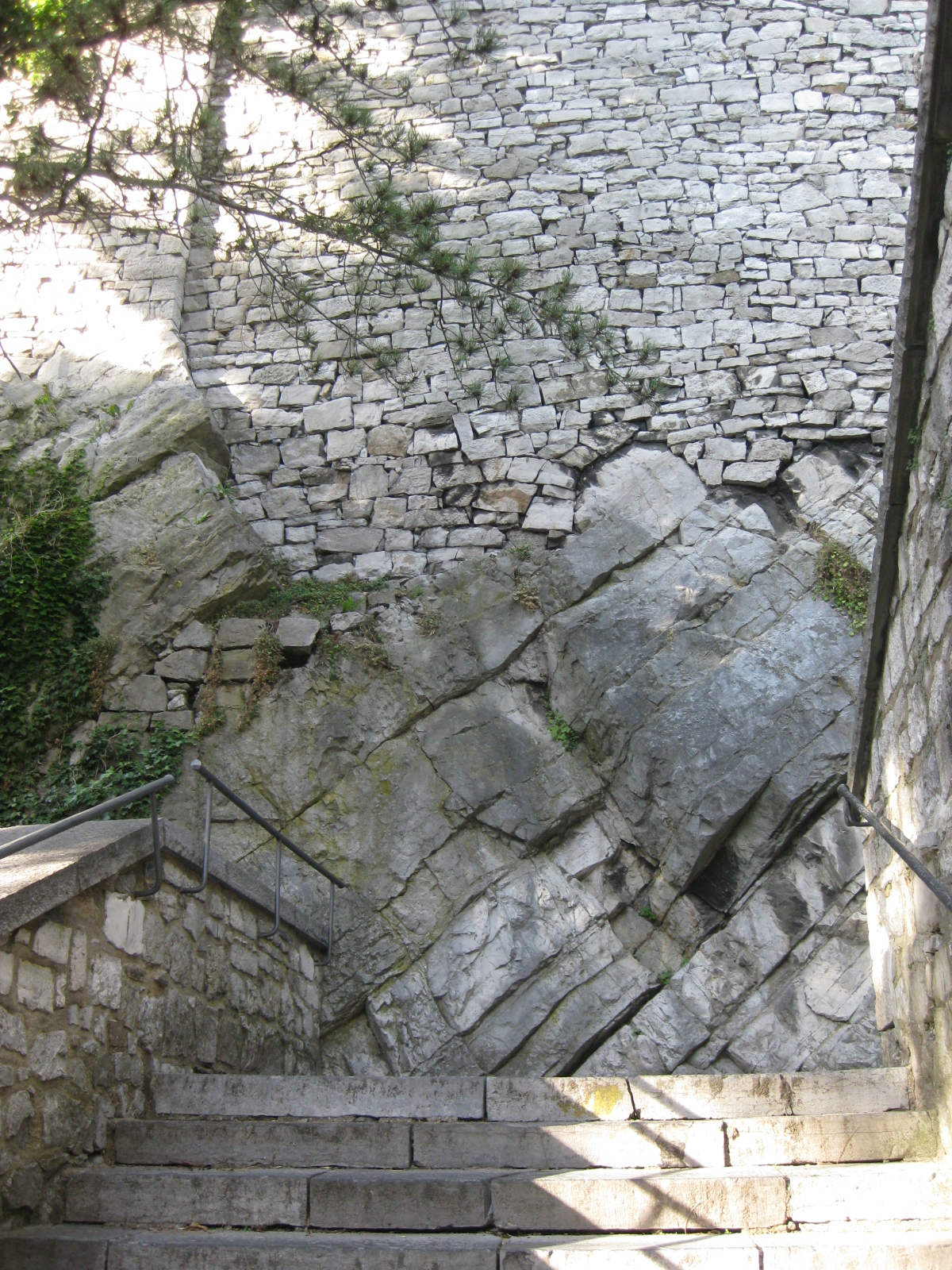
Der Kalkfelsen, auf dem die Burg steht

Diese Schichten, die im Unterkarbon vor 350 bis 325 Jahren angelegt wurden, werden irreführend als Kohlenkalk bezeichnet, da sie geologisch keine Kohle enthalten, sondern nur im Karbon entstanden. Relikte von Sulfat-Mineralien in ihm lassen auf die Einlagerung von Evaporiten schließen. Der Oolith im Oberen Kohlenkalk, der aus millimetergroßen Kalkkügelchen entstanden ist, die von der Brandung des damaligen Korallenriffs rundgeschliffen wurden, bildet weiß ausgeblichen die Felsen des Jungfernsteins im NSG Bernhardshammer und der Burg Stolberg.

#### Oberes Karbon
Im Ober-Karbon bis vor 280 Mio. Jahren entstanden die Oberen und Unteren Stolberger Schichten, die sich von Münsterbusch über Oberstolberg bis zum Donnerberg erstrecken. In wechselndem Küstenverlauf wurden 2000 m Ton abgelagert. Das Gedauer Konglomerat ist am Oberlauf der Inde am besten aufgeschlossen und zeigt sich im Bereich der gleichnamigen Flur Naturschutzgebiet Tatternsteine mit Talaue als den gesamten Talhang überdeckende Steilwand, die im Volksmund Tatternsteine genannt wird. Aus ausgedehnten Küstenmooren entstanden nach Überschüttung die heutigen Steinkohlenflöze. Unbedeutend waren die Vorkommen der Unteren Stolberger Schichten auf der Liester und in Oberstolberg, während die Oberen Stolberger Schichten in Münsterbusch und auf dem Birkengang einige einst abbauwürdige Flöze des Eschweiler Bergbaus enthalten. Die gesamte Schichtenfolge bis zum Oberkarbon wurde von der variszischen Gebirgsbildung zu einem Faltengebirge geformt. Vor allem in Rissen der Kohlenkalkschichten stiegen hier Erzminerale empor und kristallisierten aus.